# Gary Breen
Gary Patrick Breen (født 12. december 1973 i London, England) er en engelskfødt irsk tidligere fodboldspiller (midterforsvarer).
Holland spillede hele sin karriere i engelsk fodbold, og tilbragte blandt andet fem sæsoner hos Coventry City og tre hos Sunderland. Han nåede i alt at spille mere end 500 kampe i den engelske Football League og Premier League.
For det irske landshold spillede Breen over en periode på 10 år 63 kampe, hvori han scorede seks mål. Han var en del af den irske trup til VM 2002 i Sydkorea/Japan. Her spillede han alle irernes fire kampe og scorede et mål i gruppekampen mod Saudi-Arabien.